# مجموعة عيون
مجموعة عيون لموسيقى الصالة العربية مجموعة مصرية تم تأسيسها في القاهرة على يد الفنان نصير شمة في عام 1999 ومع استخدام الآلات الموسيقية التي عٌرف بها التخت العربي، بالإضافة إلى الآت أخرى مستحدثة على التخت العربي. تتكون المجموعة من صابر عبد الستار على آلة القانون، الغندور حسين وسعيد كمال على آلة الكمان، عمرو مصطفى على الرق، هانى البدرى على الناي، نهاد السيد على آلة العود، صلاح رجب على الكونترباص وعماد الدين عبد المنعم على التشيللو.

## تأسيسها
أسس الفنان نصير شمة مجموعة عيون في القاهرة عام 1999، على أساس نظام الورشة الذي يؤسس للعازف قيمة عالية في الحقل الموسيقي وفي علاقته مع أداته الموسيقية، ومع استخدامنا لللآلات الموسيقية التي عٌرف بها التخت العربي، اضفنا الآت أخرى استحدثت على التخت بصورته التقليدية. وكما عرفنا أن التخت هو شكل لفرقة تضم خمسة عازفين أو اقل أو أكثر حتى سبعة أفراد، ويذكر ان هذا الشكل أخذ تميزه في العصر العباسي، وبالتحديد بعهد «هارون الرشيد» وفي كل المراحل الزمنية التي تلت ذلك. وكان التخت حاضرا ويتغير مع تغيير شكل الموسيقى والحالة الثقافية العامة.
وعلى نفس النظام، بدأت العمل شبه اليومي ولساعات طويلة مع مجموع «عيون»، التي أردناها منافذ على سحرالشرق وعيون تلتقط الجميل من الموسيقى الكلاسيكية العربية، ليس بغرض إعادة تقديمها بل لتبدأ من حيث توقفت أكثر التجارب غزارة في موسيقانا العربية. وعلى هذا الأساس قدمنا عروضا مستحدثة ضمن الموسيقى العربية الكلاسيكية، وأعني بذلك شكل وقيمة الموسيقى الكلاسيكية وان كتبت حاضراَ.
يعتمد التخت على مهارة عازفيه وقدرتهم على جعل الموسيقى تنبض بالحياة والروح لذا تحتاج المجموعة إلى جهد طويل ومتواصل حتى تتبلور النتائج المرجوه منها.
قدمت وسجلت مجموعة «عيون» سلسلة من الأعمال بأماكن مختلفة. وجاء عملنا مع (شهرزاد - كورساكوف) غاية في الإتقان والروعة، لذا أعطيته وقتا طويلا للدراسة كي انفذ إلى روح هذا المؤلف دون أن أتخلى عن بيئتي الوسيقية والروح التي تنطلق بها موسيقانا، وبنفس الوقت دون أن تتضاد معه، بل صار لشهرزاد وجهات نظر مختلفة في الثقافة وفي الأدوات وفي الأزمان والتناول. ومجموعة «عيون» أجادت تقديم تصوراتي ورؤيتي لشهرزاد والتي نأمل أن تفتح لمخيلة جديدة في أي مكان وزمان.
وكل ماتقدمه مجموعة «عيون» هو تأليف جديد خاص لهذه المجموعة، وهي محاولة بنفس الوقت لايجاد صيغ وقوالب موسيقية مستحدثة لغرض تعزيز الموسيقى الالية بدءا من مجتمعاتنا ووصولا إلى افاق أوسع. لذلك لم تتوقف المجموعة على شكل أو اطار موسيقي معروف من قبل، بل تعمقت فيما يشكل همّا لراهن الموسيقى العربية. فجاءت متكاتفة مع التجارب الموسيقية لزملاء اخرين يسعون لنفس الهدف.
قدمت مجموعة «عيون» عرضا لافتتاح مهرجان حلق الوادي بتونس، فكان هناك خمسة أصوات غربية قدموا نصوصا لخمسة شعراء عرب. وكل ماقٌدم كان جديدا ومستحدثا ومحاولة لتقديم البديل العملي الذي نتحدث عنه تنظيرا. وقدمت الفرقة أيضا تجارب أخرى ضمن مهرجان الموسيقى العربية بالقاهرة.
وليس من الصعب على الملتقي أن يكتشف أن لهذه المجموعة لهجة موسيقية جديدة موزعة بين مهارات العازفين والأفكار المطروحة في المؤلفات وشكل الموسيقى.

## أفراد المجموعة
- صابر عبد الستار: قانون
- الغندور حسين: كمان
- سعيد كمال: كمان
- عمرو مصطفى: رق
- هاني البدري: ناي
- نهاد السيد: عود
- صلاح رجب: كونتر باص
- عماد الدين عبد المنعم: تشيللو
- محمود بدير: تشيللو

## مشاركات
شاركت مجموعة «عيون» في:
- مهرجان الموسيقى العربية 1999 بالقاهرة
- مهرجان حلق الوادي 1999 بتونس
- عدة عروض على المسرح الصغير بدار الأوبرا المصرية
- تسجيل موسيقى الأدعية الدينية في شهر رمضان لأذاعة «صوت العرب» عام 1999
- افتتاح (ليالي رمضان) في «بيت الهراوي» 1999 بالقاهرة
- موسيقى «شهرزاد» مع فرقة الرقص المسرحي الحديث 2000
- عرض بعنوان فك الفوارق يونيو ميشا فان هوغ في رافيينا - إيطاليا
- في متحف كليفلاند للفن، 2013

## البومات
- هلال.. مع الفنان نصير شمة 2005